# Planta libre

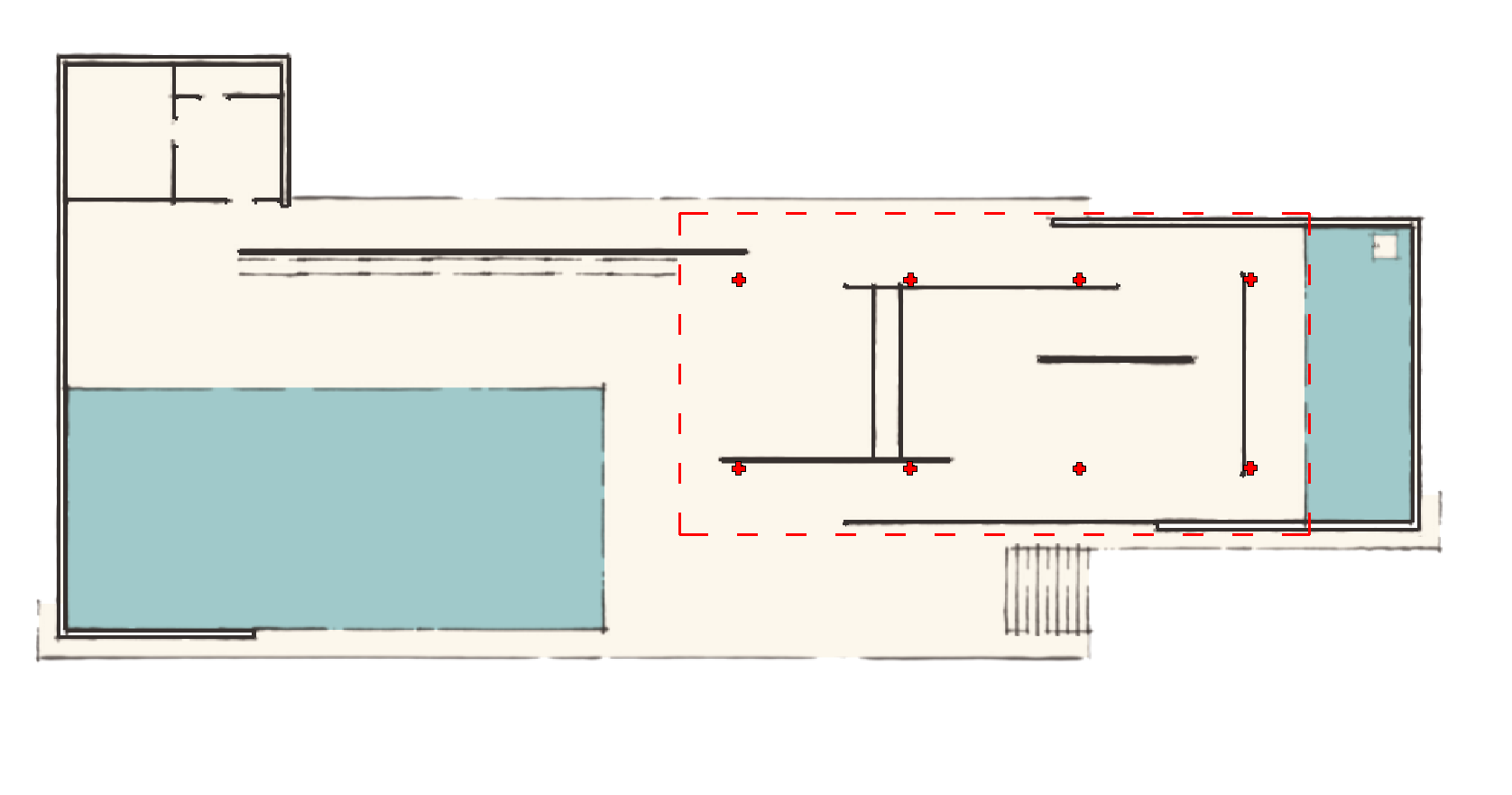
En rojo se resalta la retícula de pilares que soporta la cubierta (en línea discontinua), frente a la libre disposición de los cerramientos. Planta del Pabellón de Barcelona de Mies Van der Rohe (1929).

La expresión planta libre es un concepto arquitectónico utilizado para indicar que la estructura de un edificio es totalmente independiente de los elementos verticales que dividen el espacio (muros, tabiques). Como dichos elementos no tienen función estructural, el espacio puede organizarse como se desee, sin necesidad de mantener una disposición rígidamente ordenada, propia de los muros de carga. 
El concepto, ligado a la arquitectura desde el Movimiento Moderno, fue investigado por diversos arquitectos y especialmente utilizado y difundido por Le Corbusier y Ludwig Mies van der Rohe, entre otros. Una concepción fue consecuencia de la adaptación a la arquitectura del acero y el hormigón, que permite diseñar estructuras con pilares en lugar de estructuras con muros de carga.
- Datos: Q353317